# Mifleget po'alim ha-Šomer ha-ca'ir
Mifleget po'alim ha-Šomer ha-ca'ir (hebrejsky: מפלגת פועלים השומר הצעיר‎, doslova Dělnická strana ha-Šomer ha-ca'ir, plným názvem מפלגת פועלים השומר הצעיר בארץ ישראל‎, Mifleget po'alim ha-Šomer ha-ca'ir be-Erec Jisra'el) byla socialistická židovská sionistická politická strana v mandátní Palestině napojená na levicové hnutí ha-Šomer ha-ca'ir.
Hnutí ha-Šomer ha-ca'ir se již od 20. let 20. století situovalo na levou část politické spektra v mandátní Palestině, mezi středolevou stranu Mapaj a radikálně levicové komunisty. Po jistou dobu ale členové tohoto hnutí odmítali přímý vstup do stranické politiky, protože se obávali ztráty ideologické čistoty. Neúspěšně se pokusili o alianci s Mapaj a stranou Achdut ha-avoda, ale toto spojenectví nevydrželo. Rozpory vzbuzovala zejména pozice ha-Šomer ha-ca'ir ohledně budoucnosti státoprávního uspořádání Palestiny, kde toto hnutí preferovalo dvounárodnostní židovsko-arabský stát.
Ve srovnání se stranou Mapaj, dominantní sionistickou stranou v mandátní Palestině, kladla Mifleget po'alim ha-Šomer ha-ca'ir větší důraz na třídní boj. Zároveň ale na rozdíl od komunistů zastávala sionistické pozice a podporovala další židovské přistěhovalectví.
Mifleget po'alim ha-Šomer ha-ca'ir byla ve své době jedinou sionistickou politickou stranou, která uznávala národní práva palestinských Arabů. Prosazovala dvounárodnostní stát sdílený mezi Židy a Araby, za což byla opakovaně terčem kritiky ostatních sionistických formací. Strana oponovala plánu OSN na rozdělení Palestiny a preferovala zachování jednotného státu, ovšem výhledově s židovskou demografickou většinou. Zároveň prosazovala převod britského mandátu v Palestině na pověřeneckou správu Organizace spojených národů. Strana udržovala kontakty s intelektuální skupinou Ichud, která prosazovala ve státoprávních otázkách podobné postoje.
V roce 1948 se strana Mifleget po'alim ha-Šomer ha-ca'ir sloučila s formací Achdut ha-avoda Po'alej Cijon. Vznikla tak levicová strana Mapam, která se po velkou část 2. poloviny 20. století stala významnou politickou silou v samostatném státu Izrael.